# Pia Heinemann
Pia Heinemann (* 1975 in Duisburg-Rheinhausen) ist eine deutsche Wissenschaftsjournalistin. Sie leitete von 2018 bis 2022 das Ressort „Wissen“ der Wochenzeitung Welt am Sonntag sowie der Tageszeitung Die Welt.

## Werdegang
Nach ihrem Abitur 1994 am Krupp-Gymnasium in Duisburg-Rheinhausen absolvierte Heinemann ein Biologiestudium mit Schwerpunkt Neurophysiologie und -anatomie an der Universität Tübingen; für ihre Diplomarbeit untersuchte sie 1999 ein Modell für den plötzlichen Kindstod mithilfe von radioaktiven Markern in bestimmten Hirnregionen von Ratten. 1999 bis 2001 absolvierte sie ein Aufbaustudium Journalistik an der Universität Mainz. Anschließend war sie am Journalistischen Seminar des Instituts für Publizistik als wissenschaftliche Mitarbeiterin und Doktorandin im Bereich Printjournalismus bei Volker Wolff tätig. Parallel schrieb sie als freie Journalistin zum Beispiel für die Frankfurter Allgemeine Sonntagszeitung, die Süddeutsche Zeitung, brand eins, dpa-AFX und McK Wissen. Mit einer Dissertation über „Verlagsstrategien bei Wissenszeitschriften“ wurde Heinemann 2006 zum Dr. phil. promoviert.
2007 wurde Heinemann Redakteurin im bis 2014 noch übergreifend für die Redaktionen der Tageszeitungen Die Welt, Berliner Morgenpost und die Wochenzeitung Welt am Sonntag wirkenden Ressort „Wissen“. 2010 wurde sie zur stellvertretenden Leiterin des Ressorts ernannt, 2018 übernahm sie die Leitung des Ressorts. Im September 2022 wechselte Heinemann zur Frankfurter Allgemeinen Zeitung und ist dort als Redakteurin im Feuilleton, Ressort „Natur & Wissenschaft“, für die FAZ und FAS tätig.
2017 und 2018 war Heinemann jeweils für den Georg von Holtzbrinck Preis für Wissenschaftsjournalismus nominiert.
Heinemann ist verheiratet und lebt in Berlin.

## Auszeichnungen
- 2017: Journalist des Jahres, Platz 3 Kategorie „Wissenschaftsjournalist“[10][11]
- 2016: Wächterpreis der deutschen Tagespresse (1. Preis)[12] für ihren Artikel „Pauschales Versagen“ über die Auswirkung der Fallpauschalen im deutschen Krankenhauswesen[13]
- 2016: Cancer World Journalism Award für einen Artikel über Gentests zur Vermeidung unnötiger Chemotherapien bei Krebspatienten[14]
- 2016: Expopharm Medienpreis[15] für den Beitrag „Ungeschützte Behauptung“ über Impfgegner[16]
- 2011: Publizistikpreis der Stiftung Gesundheit[17] für den Beitrag „Aspirin – eine gegen alles?“[18]
- 2009: Heureka Preis für Wissenschaftsjournalismus von Sanofi-Aventis[19] für den Beitrag „Kleine Geschichte der großen Unsicherheit“ zur Schweineinfluenza[20]
- 2009: „Der wilde Rabe“ der Deutschen Wildtier Stiftung und der Zeitschrift GEO für Heinemanns wöchentlich erscheinende Kinderbeilage in der Berliner Morgenpost[21]